# Conrad von Wangenheim

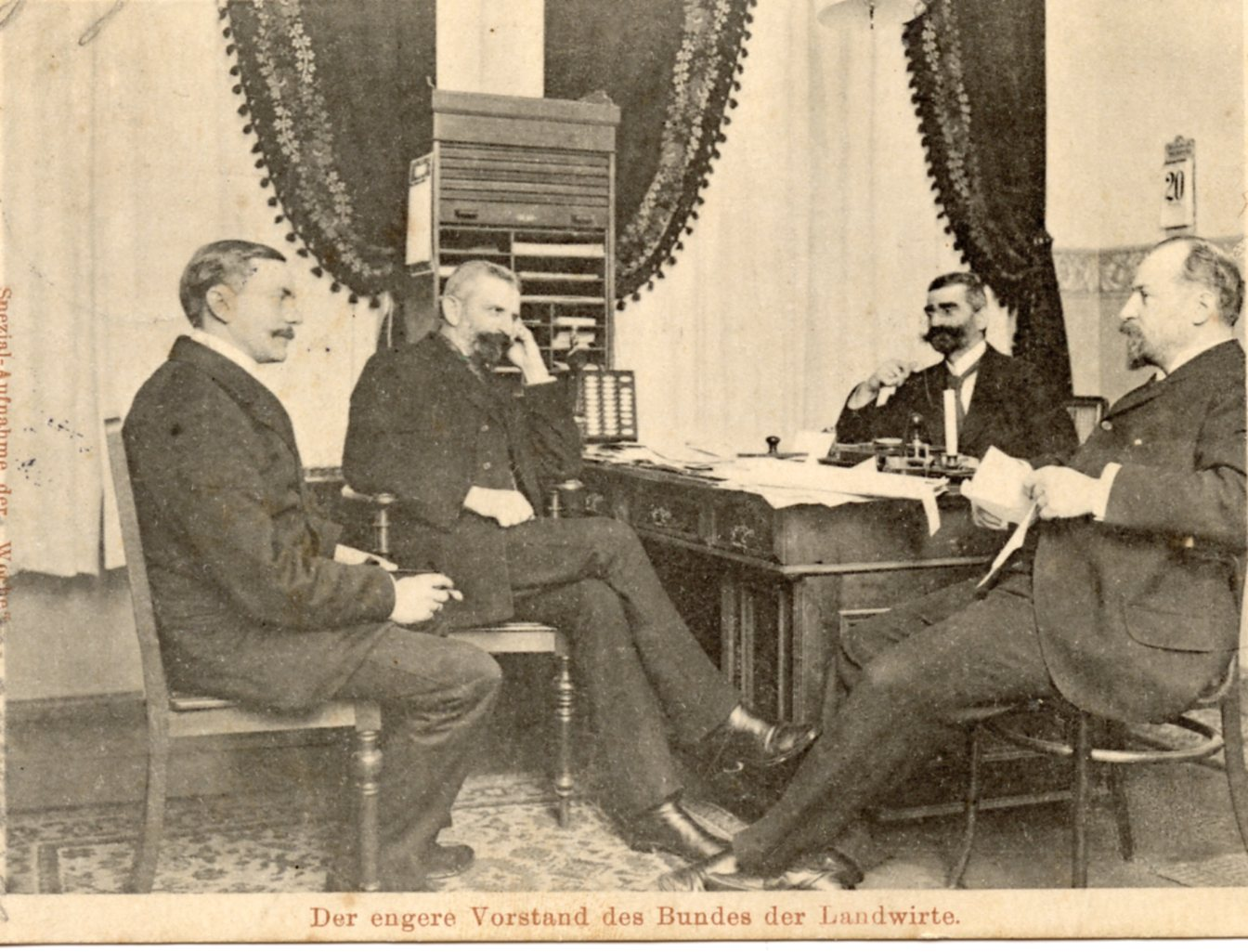
Der engere Vorstand des Bundes der Landwirte um 1900, links Diederich Hahn, Mitte Conrad Frhr. v. Wangenheim, rechts Gustav Roesicke

Ulrich Conrad Freiherr von Wangenheim (* 17. September 1849 in Neu Lobitz, Kreis Dramburg; † 10. Juni 1926 in Klein Spiegel, Kreis Saatzig) war ein deutscher Agrarpolitiker und Reichstagsabgeordneter aus der Familie von Wangenheim.

## Leben
Conrad von Wangenheim besuchte das Joachimsthalsche Gymnasium in Berlin. Er studierte an der Rheinischen Friedrich-Wilhelms-Universität Rechtswissenschaft und wurde 1869 im Corps Hansea Bonn aktiv. 1870/71 nahm er am Deutsch-Französischen Krieg teil. Danach bewirtschaftete er sein Gut Klein Spiegel im Kreis Saatzig, wobei er sich Verdienste in der Entwicklung der Moorkultur erwarb. Im Februar 1893 war er einer der Mitbegründer des Bundes der Landwirte (BdL), einer Interessenvertretung der Landwirtschaft, in der nicht nur Gutsbesitzer, sondern auch die Bauernschaft stark vertreten war. Der BdL-Vorsitzende Berthold von Ploetz und Gustav Roesicke (beides ostelbische Großgrundeigentümer) trugen maßgeblich dazu bei, den BdL zu einer einflussreichen Interessenvertretung zu machen. Als Ploetz im Juli 1898 starb, wurde von Wangenheim BdL-Vorsitzender und blieb es bis 1920. 1913 wurde er Vorsitzender der pommerschen Landwirtschaftskammer in Stettin. Er war Mitglied im Deutschen Landwirtschaftsrat. 1921 brachte er den Bund in den Reichslandbund ein, der durch die Vereinigung rechtsgerichteter Bauernverbände entstanden war.

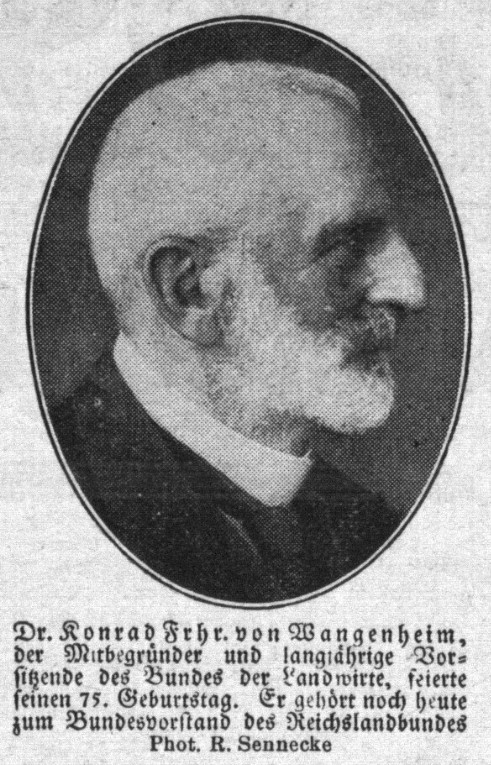
Conrad Frhr. v. Wangenheim 1924,
Fotograf: Robert Sennecke

Er wurde bei der Reichstagswahl 1898 für die Deutschkonservative Partei in den  Reichstag (Deutsches Kaiserreich) gewählt und blieb dies über eine Legislaturperiode. Im Herbst 1898 wurde er auch zum Mitglied des Preußischen Abgeordnetenhauses gewählt. 1921 wurde er zum Vorsitzenden des Provinziallandtags der Provinz Pommern gewählt. 1917 schloss er sich der von Großadmiral Tirpitz und anderen konservativen Politikern gegründeten alldeutsch und Deutschen Vaterlandspartei an und arbeitete zusammen mit Wolfgang Kapp und Heinrich Claß am Aufbau ihres politischen Apparats. Die Partei, eine außerparlamentarische Bewegung mit dem Anspruch auf Integration aller rechten Parteien und Verbände, war eine Sammlung von Gegnern eines Verständigungsfriedens und führte, in Opposition zur Reichstagsmehrheit, den Kampf gegen die Friedensresolution. In ihrer Hochphase, im Sommer 1918, hatte die Partei über 1.250.000 Mitglieder. In der Reichsregierung, die Wolfgang Kapp, General Walther von Lüttwitz und ihre Mitverschwörer im sogenannten Kapp-Putsch im März 1920 einsetzen wollten, war Conrad von Wangenheim als Landwirtschaftsminister vorgesehen.

## Ehrungen
Unvollständige Liste
- Wangenheimstraße in Berlin-Grunewald (1891)
- Roter Adlerorden IV. Klasse[5]
- Königlicher Kronen-Orden (Preußen) III. Klasse
- Eisernes Kreuz am weißen Bande
- Ehrenkreuz des Greifenordens
- Militärverdienstkreuz (Mecklenburg) II. Klasse
- Ritter I. Klasse des Oldenburgischen Haus- und Verdienstordens des Herzogs Peter Friedrich Ludwig

## Schriften
- Innere Kolonisation. In: Philipp Zorn, Herbert von Berger (Schriftleitung): Deutschland unter Kaiser Wilhelm II. Hrsg. von Siegfried Körte, Friedrich Wilhelm von Loebell u. a. 3 Bände. R. Hobbing, Berlin 1914.
- Bund der Landwirte. In: Handbuch der Politik, Berlin und Leipzig 1914